# Karl Clausen (Basketballspieler)
Karl Clausen (* 1941 in Roßdorf; † 2010) war ein deutscher Basketballspieler. Der Sohn des deutschen Basketball-Vorreiters Theo Clausen wurde 1965 mit dem MTV Gießen deutscher Meister.

## Laufbahn
Clausen spielte als Kind zunächst Basketball in Roßdorf, wo die Familie lebte. Nachdem sein Vater 1955 die Stelle als Leiter des Graf-Friedrich-Magnus-Alumnats in Laubach übernommen hatte, spielte Clausen der Jüngere Basketball als Alumnatsschüler sowie für Teutonia Laubach.
Nach bestandenem Abitur wechselte Karl Clausen zum VfB 1900 Gießen, danach zum MTV Gießen. Mit den „Männerturnern“ gewann der 1,80 Meter große Aufbauspieler 1965 die deutsche Basketball-Meisterschaft. Aufgrund eines Kreuzbandrisses musste er sich später als Aktiver zurückziehen, blieb der Sportart aber treu. Clausen arbeitete als Basketball-Dozent an der Universität Gießen und trat nach dem Staatsexamen in den Fächern Englisch und Sport in den Schuldienst am Laubacher Alumnat ein, wo er Basketball im Sportunterricht vermittelte und Schulmannschaften betreute.
Aufgrund eines Herzinfarkts nahm er Abstand vom Basketball, 2010 starb Karl Clausen.